# Gerlosbach
De Gerlosbach is een circa 31 kilometer lange rechterzijrivier van de Ziller in de Oostenrijkse deelstaat Tirol.
De rivier ontspringt net onder de top van de Reichenspitze. De rivier stroomt eerst door het Wildgerlostal. Na enkele kilometers vult de rivier het stuwmeer Durlaßboden. Ten noordoosten van Zell am Ziller, bij Rohr, mondt de rivier uit in de Ziller.

## Linker zijriviertjes
- Ankenbach
- Filzenbach
- Schönach
  - Sonntagkarbach
  - Lackengrubenbach
- Wilderbach
- Wimmerbach
  - Schöntalbach
- Schwarzach
- Weißbachl
- Zaberbach
- Schönbergbach
- Gerlossteinbach

## Rechter zijriviertjes
- Larmerbach
- Krummbach
  - Neederbach
  - Weiter Barmbach
  - Falschbachl
- Oberhofbach
- Riederbach
- Gmünderbach
- Wandbach
- Mühlbach
- Lackenbach
- Stinkbach
- Rohrer Bach